# 34874 Tolwani
34874 Tolwani este o planetă minoră (asteroid), cu un diametru de 2,726 km, din centura de asteroizi. A fost descoperită pe 17 octombrie 2001 la Experimental Test Site⁠(d) de Lincoln Near-Earth Asteroid Research. 
Obiectul prezintă o orbită caracterizată de o semiaxă mare de 2,8436425 UAi, o excentricitate de 0,09, o înclinație de 1,45521 ° în raport cu ecliptica.